# Boalin (Pibaoré)
Pour les articles homonymes, voir Boalin.
Boalin est une localité située dans le département de Pibaoré de la province du Sanmatenga dans la région Centre-Nord au Burkina Faso.

## Éducation et santé
Le centre de soins le plus proche de Boalin est le centre de santé et de promotion sociale (CSPS) de Kaonguin-Sanrgo tandis que le centre hospitalier régional (CHR) se trouve à Kaya.
Le village possède une école primaire publique.